# David Hugh Mellor
Pour les articles homonymes, voir Mellor.
David Hugh Mellor, né le 10 juillet 1938 à Londres et mort le 21 juin 2020, est un philosophe britannique. Il est professeur de philosophie et Pro-Vice-Chancellor (en) puis professeur émérite de l'université de Cambridge.

## Biographie
David Hugh Mellor naît à Londres. Après avoir étudié le génie chimique à l'université, il se tourne vers la philosophie.
Son travail principal concerne la métaphysique bien que ses intérêts philosophiques comprennent la philosophie des sciences, la philosophie de l'esprit, les probabilités, le temps et la causalité, les lois de la nature et leurs propriétés, et la decision theory. David Hugh  Mellor a été professeur de philosophie à la faculté de philosophie de l'université de Cambridge et fellow du Darwin College de Cambridge de 1971 à 2005. En tant que professeur, il a fait l'objet d'une vaste couverture médiatique comme adversaire principal de l'attribution d'un doctorat honorifique en philosophie au philosophe français Jacques Derrida.
Il est président de l'Aristotelian Society (en) de 1992 à 1993, membre du groupe des philosophes humanistes de la British Humanist Association et fellow honoraire de l'Australian Academy of the Humanities (en). Il a été fellow de la British Academy de 1983 et 2008. Retraité, David Hugh Mellor porte le titre de professeur émérite.
David Hugh Mellor est également comédien amateur de théâtre.

## Publications
- The Matter of Chance (1971). Cambridge University Press.
- Real Time (1981). Cambridge University Press[3].
- Real Time II (1998). Routledge[4].
- Matters of Metaphysics (1991). Cambridge University Press.
- The Facts of Causation (1995). Routledge.
- Probability: A Philosophical Introduction (2005). Routledge.
- Mind, Meaning, and Reality (2012). Oxford University Press.
- A festschrift, Real Metaphysics. (Hallvard Lillehammer and Gonzalo Rodriguez-Pereyra ed.) (2003).